# Edmund von Neusser
Edmund Neusser, od 1905 Edmund von Neusser (ur. 1 grudnia 1852 w Swoszowicach, zm. 30 lipca 1912 w Bad Fischau) – austriacki lekarz internista, pianista.

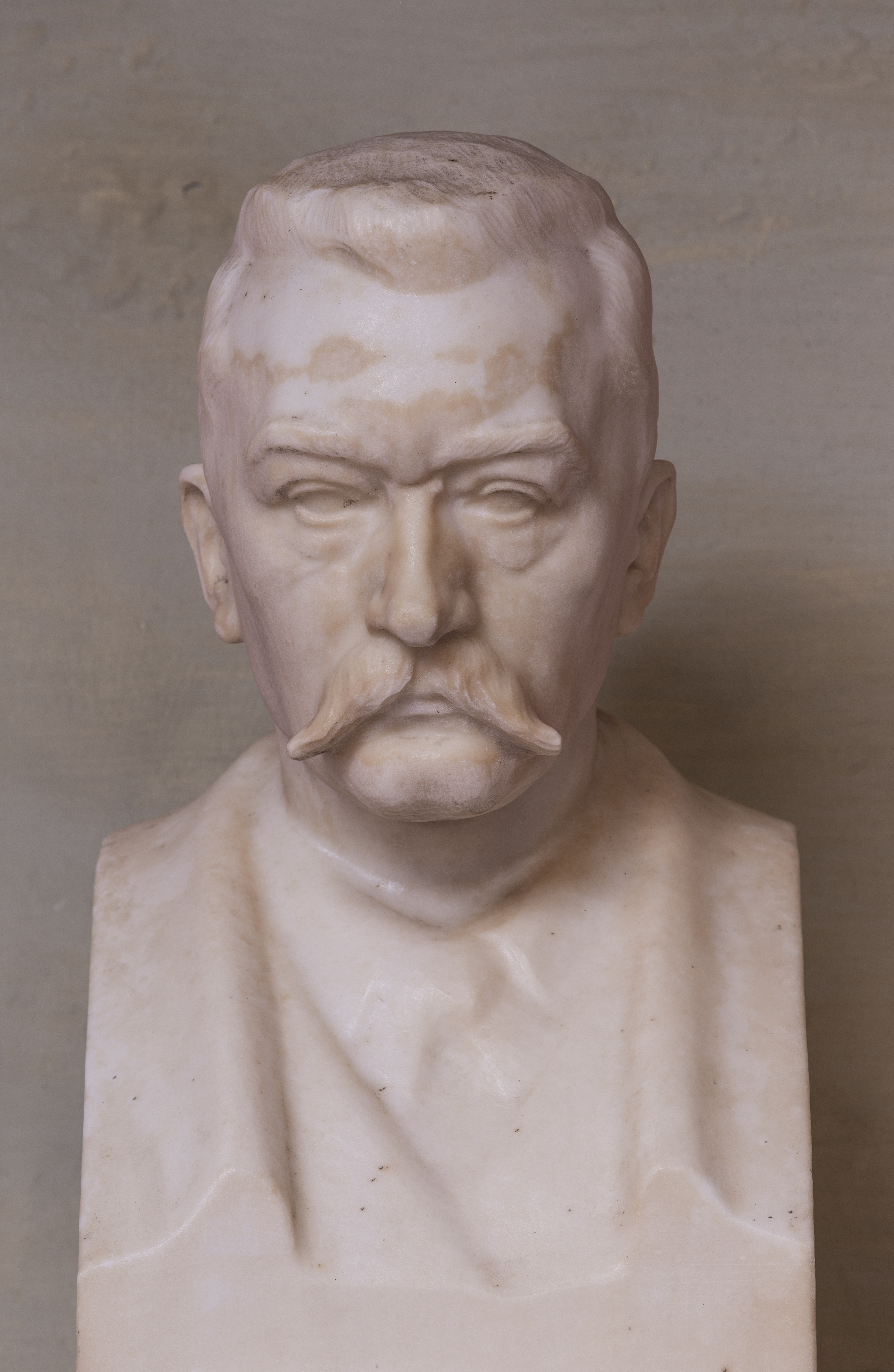
Popiersie na Uniwersytecie w Wiedniu

## Życiorys
Posiadał austriackie i polskie korzenie. Ukończył Gimnazjum św. Anny w Krakowie. Studia medyczne odbył na Uniwersytecie Jagiellońskim i Uniwersytecie Wiedeńskim, tytuł doktora medycyny otrzymał w 1877. Jego nauczycielami byli Albert Duchek i Anton Drasche; był asystentem Heinricha von Bambergera w II Klinice Uniwersyteckiej w Wiedniu. W 1888 habilitował się, a od 1889 do 1893 był prymariuszem w Szpitalu Rudolfa (Krankenhaus Rudolfstiftung). Od 1893 profesor zwyczajny patologii i terapii oraz, po śmierci Ottona Kahlera, kierownik II Kliniki. W 1896 został radcą dworu (Hofrat), w 1905 otrzymał tytuł szlachecki. Na jego cześć nazwano plac w dzielnicy Wiednia Rudolfsheim-Fünfhaus (Neusserplatz). Ulica Edmunda Neussera znajduje się również w Krakowie.
Publikował wyłącznie po niemiecku, „aczkolwiek po polsku mówił zupełnie poprawnie”. Zajmował się m.in. hematologią, endokrynologią, chorobami krążenia, gruźlicą, kiłą. Praca habilitacyjna dotyczyła pelagry. Jego uczniami byli m.in. Franz Chvostek młodszy, Wilhelm Türk i Norbert Ortner.
W 1897 ożenił się ze śpiewaczką operową Paulą Mark (1869–1956). W kręgu przyjaciół Neusserów byli malarka Jenny Mautner i jej mąż, przemysłowiec Isidor Mautner.
Zmarł na raka nerki.

## Wybrane prace
- Beitrag zur Lehre von den Harnfarbstoffen (Mit einer Tafel). Wien: Akademie der Wissenschaften, 1882
- Die Pellagra in Österreich und Rumänien. Wien: A. Hölder, 1887
- Über Diagnostik und Therapie in der inneren Medicin. Antritts-Vorlesung gehalten am 20. October 1893. Wien–Leipzig: Braumüller, 1893
- Die Erkrankungen des Nebennieren. Wien: Hölder, 1897
- Ausgewählte Kapitel der klinischen Symptomatologie und Diagnostik. Wien: W. Braumüller, 1904